# Mário de Araújo Cabral
Mário Veloso de Araújo Cabral (Cedofeita, Porto, Portugal, 15 de gener de 1934 - 17 d'agost de 2020) fou un pilot de curses automobilístiques portuguès que va arribar a disputar curses de Fórmula 1.

## Trajectòria
Va debutar a la setena cursa de la temporada 1959 (la desena temporada de la història) del campionat del món de la Fórmula 1, disputant el 23 d'agost del 1959 el GP de Portugal al Circuit de Monsanto.
Mario de Araujo Cabral va participar en un total de cinc proves puntuables pel campionat de la F1, disputades en quatre temporades diferents (1959 - 1960 i 1963 - 1964), aconseguint com a millor resultat un desè lloc en una cursa i no assolí cap punt pel campionat del món de pilots.

## Resultats
| Any  | Equip                          | Xassís             | Motor    | 1   | 2   | 3   | 4   | 5   | 6       | 7       | 8       | 9   | 10  | Posició | Punts |
| ---- | ------------------------------ | ------------------ | -------- | --- | --- | --- | --- | --- | ------- | ------- | ------- | --- | --- | ------- | ----- |
| 1959 | Scuderia Centro Sud            | Cooper             | Maserati | MON | 500 | HOL | FRA | GBR | ALE     | POR 10  | ITA     | USA |     | -       | 0     |
| 1960 | Scuderia Centro Sud            | Cooper             | Maserati | ARG | MON | 500 | HOL | BEL | FRA     | GBR     | POR Ret | ITA | USA | -       | 0     |
| 1963 | Scuderia Centro Sud            | Cooper             | Climax   | MON | BEL | HOL | FRA | GBR | ALE Ret | ITA NVS | USA     | MEX | SUD | -       | 0     |
| 1964 | Derrington-Francis Racing Team | Derrington-Francis | ATS      | MON | HOL | BEL | FRA | GBR | ALE     | AUT     | ITA Ret | USA | MEX | -       | 0     |

### Resum
| Curses: | Victòries: | Pòdiums: | Poles: | Voltes ràpides: | Punts: |
| ------- | ---------- | -------- | ------ | --------------- | ------ |
| 5       | 0          | 0        | 0      | 0               | 0      |